# Idiochlora stictogramma
Idiochlora stictogramma là một loài bướm đêm trong họ Geometridae.